# Pseuderia foliosa
Pseuderia foliosa är en orkidéart som först beskrevs av Adolphe-Théodore Brongniart, och fick sitt nu gällande namn av Rudolf Schlechter. Pseuderia foliosa ingår i släktet Pseuderia och familjen orkidéer. Inga underarter finns listade i Catalogue of Life.